# Memorial Marco Pantani 2012
Il Memorial Marco Pantani 2012, nona edizione della corsa e valida come evento dell'UCI Europe Tour 2012 categoria 1.1, si svolse il 15 settembre 2012, per un percorso totale di 183,7 km. Fu vinto dall'italiano Fabio Felline che giunse al traguardo con il tempo di 4h27'14" alla media di 41,24 km/h.
Al traguardo 43 ciclisti portarono a termine il percorso.

## Ordine d'arrivo (Top 10)
| Pos. | Corridore            | Squadra       | Tempo    |
| ---- | -------------------- | ------------- | -------- |
| 1    | Fabio Felline        | Androni Gioc. | 4h27'14" |
| 2    | Elia Viviani         | Liquigas      | s.t.     |
| 3    | Giovanni Visconti    | Movistar      | s.t.     |
| 4    | Andrea Palini        | Team Idea     | s.t.     |
| 5    | Esteban Chaves       | Colombia      | s.t.     |
| 6    | Oscar Gatto          | Farnese Vini  | s.t.     |
| 7    | Gianluca Brambilla   | Colnago-CSF   | s.t.     |
| 8    | Fabio Taborre        | Acqua & Sap.  | s.t.     |
| 9    | Marzio Bruseghin     | Movistar      | s.t.     |
| 10   | Miguel Ángel Rubiano | Androni Gioc. | s.t.     |